# Renato Vidrih
Renato Vidrih, slovenski geolog in seizmolog, * 1. februar 1957, Postojna, † 13. februar 2010, Ljubljana
Diplomiral je iz geologije na Fakulteti za naravoslovje in tehnologijo v Ljubljani. Profesionalno je začel leta 1980 delati kot svetovalec za seizmogeologijo na takratnem Seizmološkem zavodu SR Slovenije, njegova delovna področja so bila poleg obdelave ter študija domačih in tujih potresov še makroseizmične, tektonske ter predvsem seizmogeološke raziskave. 
Kot svetovalec vlade je nadaljeval delo na nekdanji Upravi RS za geofiziko. Izdelal je številne karte seizmične mikrorajonizacije za različna območja Slovenije. Od leta 2001 do svoje smrti je bil direktor Urada za seizmologijo in geologijo pri Agenciji RS za okolje.
Imel je tudi več samostojnih fotografskih razstav. Prek njih je ljubitelje narave seznanjal z lepotami geološkega sveta doma in po svetu, obenem pa s fotografijami katastrofalnih posledic potresov poskušal prebivalce ozaveščati glede potresne (ne)varnosti. 
Njegovo prepričanje je bilo, da so strokovnjaki svoje delo dolžni predstaviti v pisni obliki tako strokovni javnost, kot v poljudni obliki laični javnosti. Edino rešitev pred potresi je videl v varni gradnji.
Umrl je po kratki in hudi bolezni.

### Podiplomski študij
Magistriral je iz seizmotektonike, doktoriral pa leta 2006 iz seizmogeologije. 

### Mineralogija
Ob svojem rednem poklicu geologa in seizmologa je bil zelo dejaven na področju mineralogije. Le povabilo Vladimirja Ribariča k sodelovanju in ponujeno delovno mesto v observatoriju tedanjega Seizmološkega zavoda Slovenije na Golovcu je vplivalo na takratno odločitev, kaj početi v naslednjih desetletjih. Mineralogija je zato ostala postranska, vendar ne nepomembna dejavnost. 
V 30 letih zbiranja mineralov je postala njegova zbirka, ki obsega več kot 3500 registriranih primerkov, ena od največjih sistematskih zbirk v Sloveniji. Rezultat sodelovanja pri urejanju zbirke mineralov, kamnin in fosilov na Gimnaziji Novo mesto je bil leta 1998 skupaj z več avtorji izid kataloga Seidlova geološka zbirka.
Pomagal je pri postavitvi več mineraloških razstav in ureditvi več zbirk po Sloveniji, nekatere so predstavljene tudi v knjižni obliki. Minerali iz njegove zbirke so pogosto fotografirani za različne fotografske razstave, razne publikacije in knjige, številne članke, nekateri zelo redki pa so objavljeni v Enciklopediji Slovenije in Velikem leksikonu. Tehniška založba Slovenije je leta 1995 izdala knjigo Minerali na Slovenskem, ki sta jo napisala skupaj z Vasjo Mikužem, in je prvo tovrstno delo o mineralnem bogastvu Slovenije. Leta 2002 je kot tematska priloga revije Življenje in tehnika izšla še knjiga z naslovom Svet mineralov, ki predstavlja avtorjevo zbirko in je bila leta 2009 ponatisnjena.

## Uredniško delo
Bil je urednik in soavtor publikacij Agencije RS za okolje Državna mreža potresnih opazovalnic (2006) in Potresi v letu … (1991 – 2008), s področja geologije pa je sodeloval pri pripravi publikacij Prirodoslovnega muzeja Slovenije Kaj spreminja svet (2006) in Evolucija zemlje in geološke značilnosti Slovenije (2009).
Bil je tudi član uredniškega odbora revije Življenje in tehnika.

## Izbrana bibliografija
- Minerali na Slovenskem (1995) (COBISS)
- Vodnik po Pajtlerjevi zbirki fosilov in mineralov (1995) (COBISS)
- Seidlova geološka zbirka (1998) (COBISS)
- Državna mreža potresnih opazovalnic (2006) (COBISS)
- Kaj spreminja svet (2006) (COBISS)
- Potresna dejavnost Zgornjega Posočja (2008) (COBISS)
- Nemirna zemlja (2009) (COBISS)
- Svet mineralov (2009) (COBISS)
- Albin Belar : pozabljen slovenski naravoslovec (2010) (COBISS)

### Prevodi
- Sue Fuller. Kamnine in minerali: žepni priročnik (1997) (COBISS)

## Nagrade in priznanja
- Za odličnost v komuniciranju znanosti je leta 2007 prejel priznanje Sovenske znanstvene fundacije Prometej znanosti in drugič leta 2009 skupaj s soavtorji knjige in razstave v Prirodoslovnem muzeju Slovenije: Evolucija zemlje in geološke značilnosti Slovenije
- Zoisovo priznanje Prirodoslovnega muzeja Slovenije
- 2009: Za svoje dolgoletno delo na področju zaščite in reševanja kot član Štaba Civilne zaščite RS je prejel srebrni znak Civilne Zaščite.[6]
- 2011: srebrno posthumno priznanje Občine Postojna za znanstvene dosežke na področju seizmologije in prirodoslovja[7][4]

## Vir
- Matjaž Godec in Peter Sinčič (2010). "V spomin dr. Renatu Vidrihu" Arhivirano 2018-07-21 na Wayback Machine.. GEOLOGIJA 53/2, 113-120, Ljubljana.